# Titularbistum Agnus
Agnus (ital.: Agno) ist ein Titularbistum der römisch-katholischen Kirche.
Es geht zurück auf einen untergegangenen Bischofssitz in der gleichnamigen antiken Stadt, die in der römischen Provinz Aegyptus lag. Der Bischofssitz war der Kirchenprovinz Alexandria zugeordnet.
| Titularbischöfe von Agnus |                               |                                                                                         |                    |                   |
| Nr.                       | Name                          | Amt                                                                                     | von                | bis               |
| 1                         | György Gábor Blazsovszky OSBM | griechisch-katholischer Apostolischer Vikar von Mukatschewe (Ukraine)                   | 12. September 1738 | 20. Dezember 1742 |
| 2                         | Thomas John Feeney SJ         | Apostolischer Vikar der Karolinen und Marshallinseln (Treuhandgebiet Pazifische Inseln) | 28. Mai 1951       | 9. September 1955 |
| 3                         | Paul Nguyên Van Binh          | Apostolischer Vikar von Cân Tho (Vietnam)                                               | 20. September 1955 | 24. November 1960 |
| 4                         | Michel-Louis Vial             | Koadjutorbischof von Nevers (Frankreich)                                                | 8. Februar 1961    | 17. Dezember 1963 |